# 神様のような君へ
『神様のような君へ』（かみさまのようなきみへ）は、CUBEより2020年3月27日に発売されたPC用18禁恋愛アドベンチャーゲーム。
エンターグラムより2021年8月26日にPlayStation 4・Nintendo Switch移植版が発売され、新ヒロインとして園村葉月が追加された。
CUBEより2022年3月25日にCS機版を元にPC用に変更が加えられたExtended Editionが発売された

## あらすじ
学生の城前塊斗は持ち前の高いハッキング能力により最高レベルのプロテクトを突破する。そして、あらゆるAIを統括する「C-AI（セントラル・エーアイ）」への命令権を得た塊斗は、あることを命じる。それは、「俺のことを大好きな女の子に会わせてほしい」というものだった。結果は「該当者なし」だったが、AIは工場でロボットを製造し、数日後に塊斗の理想通りの少女「ツクヨミ」が現れる。ツクヨミは塊斗への「大好き」を完璧に表現するために奮闘し、塊斗はそうした彼女とともに生活を送ることになる。

## 登場人物
城前 塊斗（しろまえ かいと）
声 - なし
主人公。
ツクヨミ
声 - 夏和小
C-AIが製造したロボット。質感は人間と同等。
身体能力と頭脳が並外れているが、愛情表現の知識に関しては不十分な面がある。
ラナ・リデル＝ハート
声 - 春野美波
塊斗の一学年上の女子学生。イギリス人だが日本語は堪能。
『シャーロック・ホームズ』が好きで普段からシャーロックハットをかぶっている。幼少期に塊斗と面識がある。
朝倉 霧香（あさくら きりか）
声 - 明羽杏子
塊斗の一学年下の女子学生。
人付き合いを避け、同じような性格の塊斗と同様の行動パターンをとる。
園村 葉月（そのむら はづき）
声 - はちみつこ
塊斗と同じクラスの女子学生。女子バスケットボール部のキャプテンを務める。PlayStation 4・Nintendo Switch版より追加。
クラスの人気者で塊斗にも親しげに話しかける。
黒鳳 玲音（こくほう れいん）
声 - 実羽ゆうき
塊斗の一学年上の女子学生。学園の学生会長。
自身が推し進める計画のため塊斗に協力を求める。
ソフィア・リデル＝ハート
声 - 奏雨
医療機器開発会社に勤務する女性。ラナの姉。
周囲と気さくに接する明るい性格。幼少期に塊斗と面識がある。
神無月 愛彩梨（かんなづき あいり）
声 - 小鳥居夕花
塊斗の一学年下の女子学生。
バーチャルアイドル「神無愛莉（かみな あいり）」としてネット上で顔出しで活動し人気がある。
伊澄 くろえ（いすみ くろえ）
声 - 九条信乃
医科大学付属病院に勤務する女医で、霧香の担当医としてカウンセリングを行っている。
人との交流が苦手でドジな一面もある。

## スタッフ
- 原画 - カントク
- シナリオ - むらさきゆきや、岩波零、三河ごーすと、翡翠ヒスイ[3]、扇風気周[3]
- SDキャラクター - 胡麻乃りお
- 背景 - わいっしゅ
- WEB制作 - 藤宮藍
- BGM - Peak A Soul+

## 主題歌
オープニング主題歌『new world』
作曲、編曲 - Nekusam / 作詞、歌 - Duca
Guitar、Bass、other instruments - 鈴木ぷよ
Recording Engineer - 三原典子
Mixing Engineer、Director、Sound Producer - 土井潤一
Recorded at MB-ONE studio
Mixed at MB-ONE studio
エンディングテーマ『AI』
作曲、編曲 - ANZIE / 作詞、歌 - Duca
Guitar - 鈴木ぷよ
Piano、other instruments - ANZIE
Recording Engineer - 三原典子
Mixing Engineer、Director、Sound Producer - 土井潤一
Recorded at MB-ONE studio
Mixed at MB-ONE studio
新オープニング主題歌『ハレルヤ！』
歌 - 朝倉霧香（CV.明羽杏子）
作曲、編曲 - Nekusam / 作詞、Other instruments - Duca
Guitar - 鈴木ぷよ
Recording Engineer - 三原典子
Mixing Engineer、Director、Sound Producer - 土井潤一
Recorded at MB-ONE studio
Mixed at MB-ONE studio